# 雅尼斯·比尔克斯
雅尼斯·比尔克斯 (1956年7月31日 - )是拉脱维亚政治家，他于2007年-2009年间就任里加市长，2007年9月25日至10月2日与副市长副市长安德烈斯·阿尔嘎里斯参加中国国庆活动，先后到访北京、上海和苏州。